# 玉島乙島
玉島乙島（たましまおとしま）は、岡山県倉敷市玉島地域にある大字。

## 概要
玉島の南東部にあたる。東は高梁川河口部、西は玉島港、南は瀬戸内海（水島灘）に面している。地区の西・北部は丘陵、南・東・中央部は平野となっている。
かつて周囲は玉の浦（たまのうら）あるいは甕の海（もたいのうみ）と呼ばれる海域で、現在の丘陵部は隣接の玉島地区の一部とともに乙島もしくは戸島（としま）という島で、近隣の島と諸島をなしていた。現在の地名はこれに由来している。また、現在の北東部の上成地区との境界にある丘は、狐島という小島であった。
平野部は近世以降の新田干拓や埋立造成により生まれた土地である。南部の海浜部は現代における埋立造成地で、工業地帯となっている。水島から続く水島臨海工業地帯の一部である。
現在は幹線道路の整備や工場など企業誘致により、市街化・宅地化が進行している。一方、平野部では排水良好な砂質壌土であるため、野菜の産地となっている。丘陵部も宅地化しているが、野菜・果実の栽培も行われている。また、高梁川河口部の砂浜では、アナジャコが多く捕れ、乙島ジャコの名でブランド化している。

## 人口・世帯数
平成24年9月末現在。
| 町字     | 世帯数 | 男性人口 | 女性人口 | 総人口 | 備考 |
| -------- | ------ | -------- | -------- | ------ | ---- |
| 玉島乙島 | 4657   | 5681     | 5860     | 11541  |      |
| 合計     | 4657   | 5681     | 5860     | 11541  |      |

## 郵便番号
- 玉島乙島 - 713-8103

## 学区
小学校区
倉敷市立乙島小学校区および倉敷市立乙島東小学校区。
中学校区
全域が倉敷市立玉島東中学校区。

## 産業

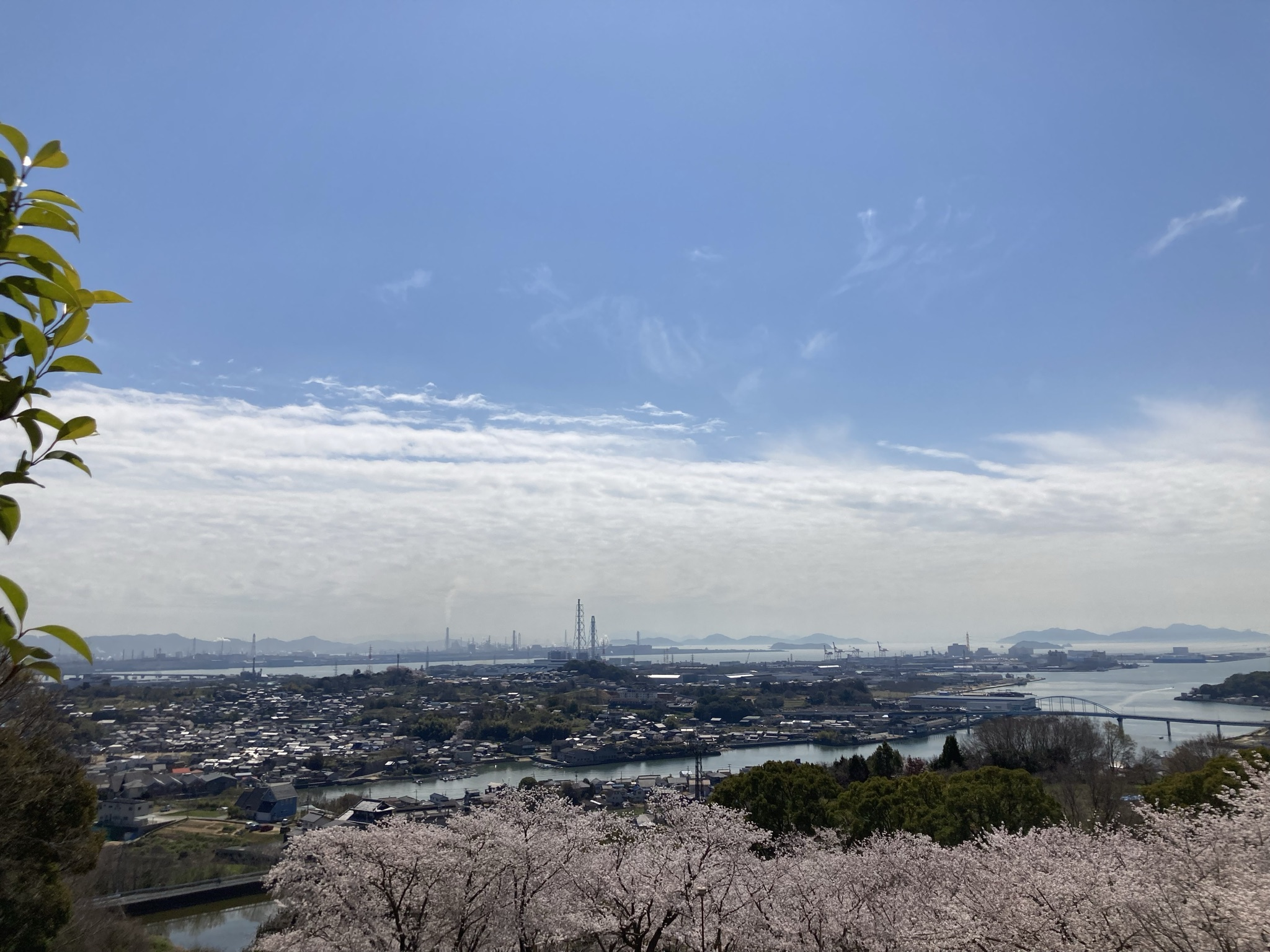

農業
- 野菜・果実・米など

漁業
- 乙島ジャコ（アナジャコ）
- 乙島漁協

工業
- 水島臨海工業地帯E地区
- 住友重機械工業岡山製造所総務グループ

商業
- クラレ倉敷事業所
- ハローズ乙島店
- 大黒天物産（ディオ）
- ファッションセンターしまむら
- 西松屋
- ひらい
- ザグザグ乙島店
- くすりのレディ玉島店
- セリア乙島店

## 名物・特産品

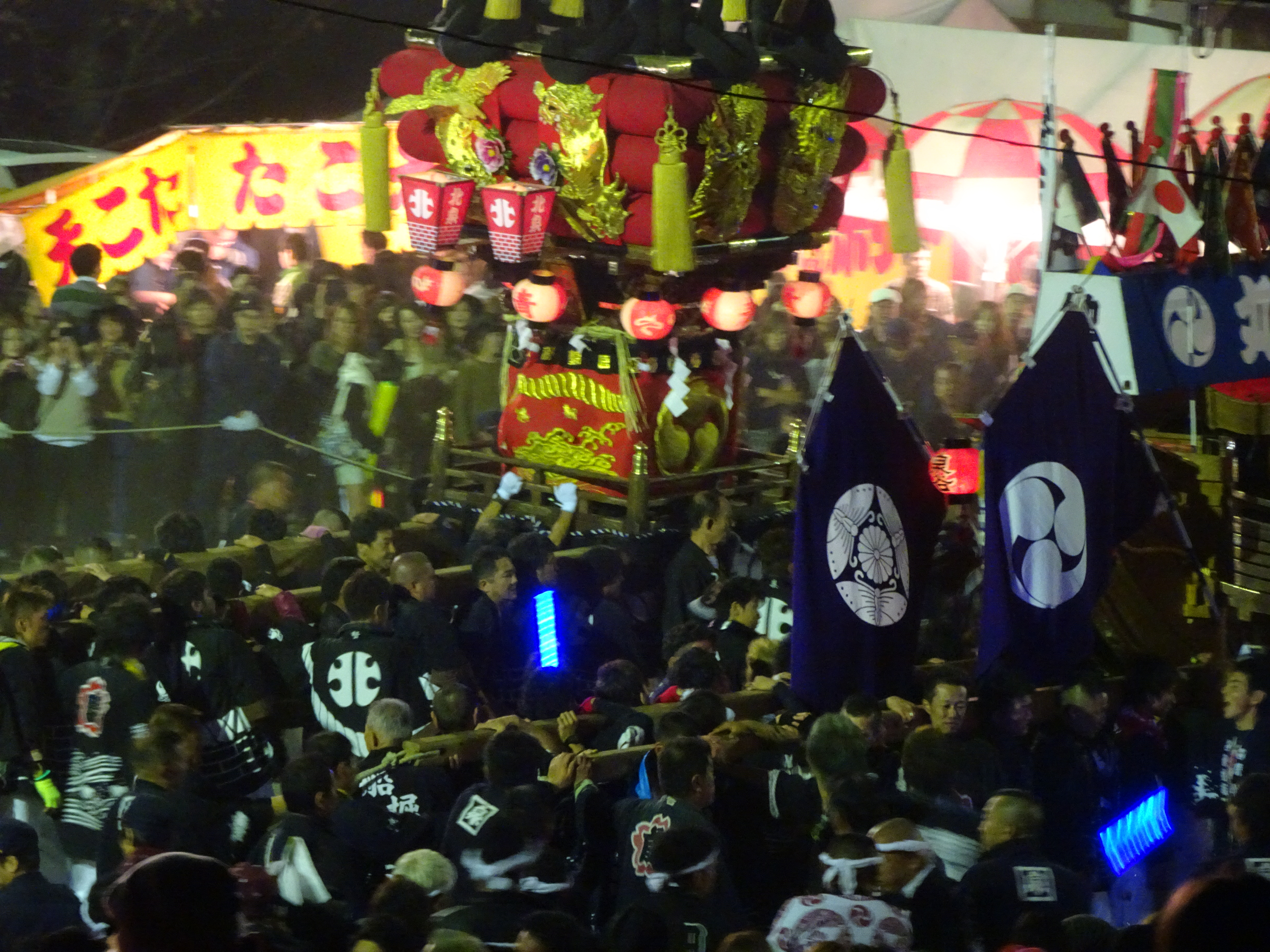

- 乙島ジャコ（アナジャコ）
- 乙島祭り

## 主要施設
教育・保育施設
- 倉敷市立乙島小学校
- 倉敷市立乙島東小学校
- 倉敷市立乙島幼稚園
- いずみ乙島保育園

企業
- 水島臨海工業地帯E地区

港湾
- 水島港玉島地区・玉島ハーバーアイランド

神社仏閣
- 戸島神社

他
- 玉島の森

公民館
- 玉島東公民館

公園
- 乙島公園
- 木野山公園
- 前新田公園
- 乙島前新田第2公園
- 乙島紡績所公園
- 乙島井ノ奥公園
- 川崎遊園
- 川崎公園
- 玉島3丁目第2公園

## 名所・旧跡
- 戸島神社
- 戸島公園
- 金刀比羅神社
- 美保神社

## メディア

### 新聞
- 山陽新聞玉島支局

### 放送
ケーブルテレビ
- 玉島テレビ放送

地上波テレビ放送
玉島北部に玉島中継局、南部に玉島南中継局が置かれているが、地上デジタルテレビ放送は玉島南中継局は2010年4月に、玉島中継局は同年11月にNHKのみが置局され、民放の中継局は設置されていない。このため、対岸香川県の西讃岐中継局や岡山局を受信して、民放分を補っている世帯が多い。この際、西讃岐局など香川県内の送信所を受信する場合は、NHKの県域ニュース等エリア番組が香川県及び四国地方のものとなるので、玉島地区のいずれかの中継局に合わせたアンテナも併せて設置して、岡山県及び中国地方のNHKエリア番組を視聴する必要がある。
アナログ放送停止前は、玉島中継局、玉島南中継局とも民放の中継局が置かれていたが、玉島南局においては山陽放送(RSK)が、テレビせとうち(TSC)にいたっては両局において電波を出していないため、受信できない局については岡山局もしくは西讃岐局のアナログテレビ放送の電波を受信して補う必要があった。
| 局名                 | 局名                 | NHK岡山 | NHK岡山 | NHK高松 | NHK高松 | RSK  | OHK  | TSC  | RNC  | KSB  | 出力        | 偏波面 | 送信 場所 |
| 局名                 | 局名                 | 総合    | 教育    | 総合    | 教育    | RSK  | OHK  | TSC  | RNC  | KSB  | 出力        | 偏波面 | 送信 場所 |
| デジタルリモコン番号 | デジタルリモコン番号 | 1ch     | 2ch     | 1ch     | 2ch     | 6ch  | 8ch  | 7ch  | 4ch  | 5ch  | 出力        | 偏波面 | 送信 場所 |
| -------------------- | -------------------- | ------- | ------- | ------- | ------- | ---- | ---- | ---- | ---- | ---- | ----------- | ------ | --------- |
| 玉島                 | デジタル             | 36ch    | 34ch    | -       | -       | -    | -    | -    | -    | -    | 0.3W        | 水平   | 野呂山    |
| 玉島                 | アナログ             | 37ch    | 39ch    | -       | -       | 29ch | 31ch | -    | 26ch | 33ch | 3W          | 垂直   | 野呂山    |
| 玉島南               | デジタル             | 32ch    | 45ch    | -       | -       | -    | -    | -    | -    | -    | 0.3W        | 水平   | 妙見山    |
| 玉島南               | アナログ             | 51ch    | 53ch    | -       | -       | 57ch | 59ch | -    | -    | 61ch | 3W          | 垂直   | 妙見山    |
| 岡山 (北讃岐)        | デジタル             | 32ch    | 45ch    | (24ch)  | (13ch)  | 21ch | 27ch | 18ch | 20ch | 30ch | 2kW(200W)   | 水平   | 金甲山    |
| 岡山 (北讃岐)        | アナログ             | 5ch     | 3ch     | -       | -       | 11ch | 35ch | 23ch | 9ch  | 25ch | V10kW/U20kW | 水平   | 金甲山    |
| 西讃岐               | デジタル             | -       | -       | 24ch    | 13ch    | 21ch | 28ch | 18ch | 15ch | 17ch | 100W        | 水平   | 大麻山    |
| 西讃岐               | アナログ             | -       | -       | 44ch    | 40ch    | 48ch | 52ch | 46ch | 50ch | 42ch | 3kW         | 水平   | 大麻山    |

AMラジオ放送
- NHK岡山第1放送：603kHz（岡山局 出力5kW）
- NHK岡山第2放送：1386kHz（岡山局 出力5kW）
- RSKラジオ：1494kHz（岡山局 出力10kW）

FMラジオ放送
- NHK-FM岡山：88.7MHz（岡山局）、83.7MHz（笠岡局）
- 岡山エフエム放送：76.8MHz（岡山局）、80.4MHz（笠岡局）
- エフエムくらしき：82.8MHz（倉敷局 出力20W）
- エフエムゆめウェーブ：79.2MHz（笠岡局 出力20W）

県外波
- 朝日放送ラジオ：1008kHz（大阪局 出力50kW）
- MBSラジオ：1179kHz（大阪局 出力50kW）
- 西日本放送ラジオ：1449kHz（丸亀局 出力1kW）
- 南海放送ラジオ：1116kHz（新居浜局 出力1kW）

- エフエム香川：78.6MHz（高松局 出力1kW）

## 交通
道路
- 岡山県道191号玉島港線
- 岡山県道398号水島港唐船線（水玉ブリッジライン）
- 産業道路

## 池
- 大池
- 溜池

## 石碑
- 才の谷道路改修紀行碑

## 港
- 玉島港

## 医院
- もりや胃腸科外科
- 玉島南眼科
- たかはし医院
- 守屋おさむクリニック